# Hill Valley (productora)
Hill Valley es una productora de entretenimiento y contenidos audiovisuales de España, especializada en producción para televisión, postproducción, realización publicitaria, videoclips y organización de eventos.
Fundada en 1999 por Flipy, Rafa Parbus y Jorge Torrens, Hill Valley se ha hecho un hueco en el mercado televisivo como una productora especializada en contenidos jóvenes, creativos y de humor, cuidando en todo momento la calidad y factura de sus contenidos. 
Uno de los espacios de mayor éxito de la productora, "Muchachada Nui" se ha convertido en un referente de humor televisivo para toda una nueva generación de telespectadores. 
Además, la productora se ha encargado de producir el “Especial de Nochevieja 2009” para TVE, y el programa de humor protagonizado por José Mota, "La hora de José Mota" también para La 1 de TVE. En la actualidad, la compañía investiga nuevos formatos de ficción y entretenimiento.
Cabe mencionar, además, que Hill Valley ha organizado durante cuatro años el Festival de Cine de Comedia de Peñíscola y ha producido numerosos cortometrajes premiados en diversos festivales.
En 2011, produjo la nueva etapa de El Grand Prix del verano, esta vez llamada Involución, para Neox, presentado por Flipy y Berta Collado.
En 2015 después de estar guardado 3 años produjo en Neox, Retorno a Lilifor.

## Programas
- Muchachada Nui (La 2, 2007-2010)
- La hora de José Mota (TVE, 2009)
- Museo Coconut (Neox, 2010-2014)
- Plaza de España (La 1, 2011)
- Involución (Neox, 2011)
- Retorno a Lilifor (Neox, 2015)
- Colegas (Playz, 2018)
- Un país para reírlo (La 2, 2021-¿?)

## Enjuto Mojamuto
La productora Hill Valley se encarga también de la producción serie de animación Enjuto Mojamuto, dirigida por Joaquín Reyes, colaborador de Muchachada Nui y La hora chanante y con Flipy como productor.